# Чуковська Лідія Корніївна
Лідія Корніївна Чуковська (уроджена Лідія Миколаївна Корнейчукова; 11 (24) березня 1907, Санкт-Петербург — 7 лютого, за іншими відомостями, 8 лютого 1996, Москва) — російська і радянська редакторка, поетеса, публіцистка, мемуаристка, дисидентка. Дочка Корнія Чуковського і Марії Борисівни Гольдфельд.
Чуковська — лауреатка міжнародних і російських премій: «Премія свободи» (Французька академія, 1980 рік), премія імені академіка А. Д. Сахарова «За громадянську мужність письменника» (асоціація письменників «Апрель», 1990 рік, за рекомендацією О. Г. Боннер), Державна премія Російської Федерації (1994 рік).

## Літературна творчість
Основні твори Чуковської — повісті «Софія Петрівна» (1939—1940, опублікована за кордоном в 1965 році під назвою «спорожніли будинок», в СРСР в 1988 році) і «Спуск під воду» (Нью-Йорк: Видавництво імені Чехова, 1972). Героїня першої повісті — проста жінка, не здатна зрозуміти природу оточуючого її терору, — після арешту сина поступово сходить з розуму. «Софія Петрівна» — єдине з відомих на цей день прозових літературних творів, присвячених Великому терору 1937—1938 років, яке написано безпосередньо слідами цих подій. Друга повість носить частково автобіографічний характер і описує конформістську поведінку радянських письменників в лютому 1949 року в розпал боротьби з космополітизмом.
Під псевдонімом Олексій Углов Чуковська опублікувала книжки для дітей «Ленінград — Одеса» (1928), «На Волзі» (1931), «Повість про Тараса Шевченка» (1930). Вірші Чуковської, які вона писала все життя, зібрані в книзі «По цей бік смерті» (1978).
Автор книг «Історія одного повстання» (1940; про Коліївщину), "М. М. Миклухо-Маклай " (1948, 1950, 1952, 1954), «Декабристи, дослідники Сибіру» (1951), «Борис Житков» (1957), «В лабораторії редактора» (1963).
Автор мемуарної книжки "Пам'яті дитинства. Спогади про Корнія Чуковського "(1989).

## Громадянська позиція
27 липня 1926 року Чуковська була заарештована за звинуваченням у складанні антирадянської листівки. Як згадувала сама Чуковська: «Мені ставилося в провину складання однієї антирадянської листівки. Привід запідозрити себе я подала, хоча насправді ніякого стосунку до цієї листівки не мала» (насправді листівка була складена її подругою, яка без відома Лідії скористалася її друкарською машинкою). Чуковська була заслана в Саратов, де завдяки клопотам батька провела тільки одинадцять місяців. Під час саратовського заслання Чуковська, за власними спогадами, зайняла принципову позицію в конфлікті з владою: відмовилася від публічного покаяння, трималася разом з політичними засланцями.
У 1929 році вийшла заміж за історика літератури Цезаря Вольпе. Від цього шлюбу в 1931 році народилася дочка — Олена Цезарівна (домашнє ім'я Люша). У 1934 році шлюб розпався; Вольпе загинув в 1941 році на Ленінградському фронті. Олена Цезарівна стала фактично спадкоємицею знаменитого діда — берегинею його будинку-музею в Передєлкіно, видавцем 15-томного зібрання творів. За її сценарієм в 1982 році, до 100-річчя від дня народження К. І. Чуковського, був знятий фільм про нього «Вогняна ви людина!» (рос. "Огневой вы человек") (режисер фільму — двоюрідний брат Олени Цезарівни Дмитро Миколайович Чуковський).

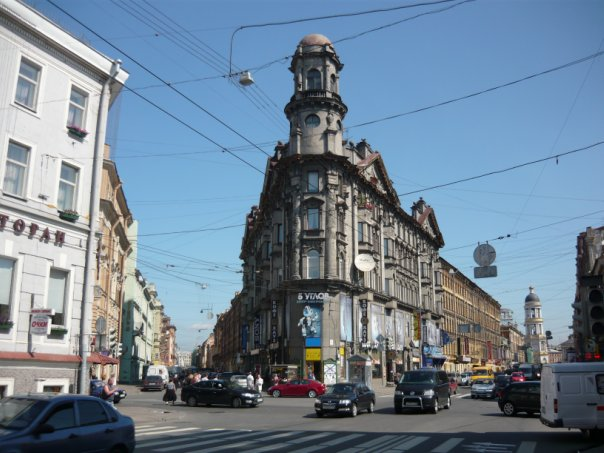
Будинок у П'яти кутів, де жила Л. Чуковська і М. Бронштейн

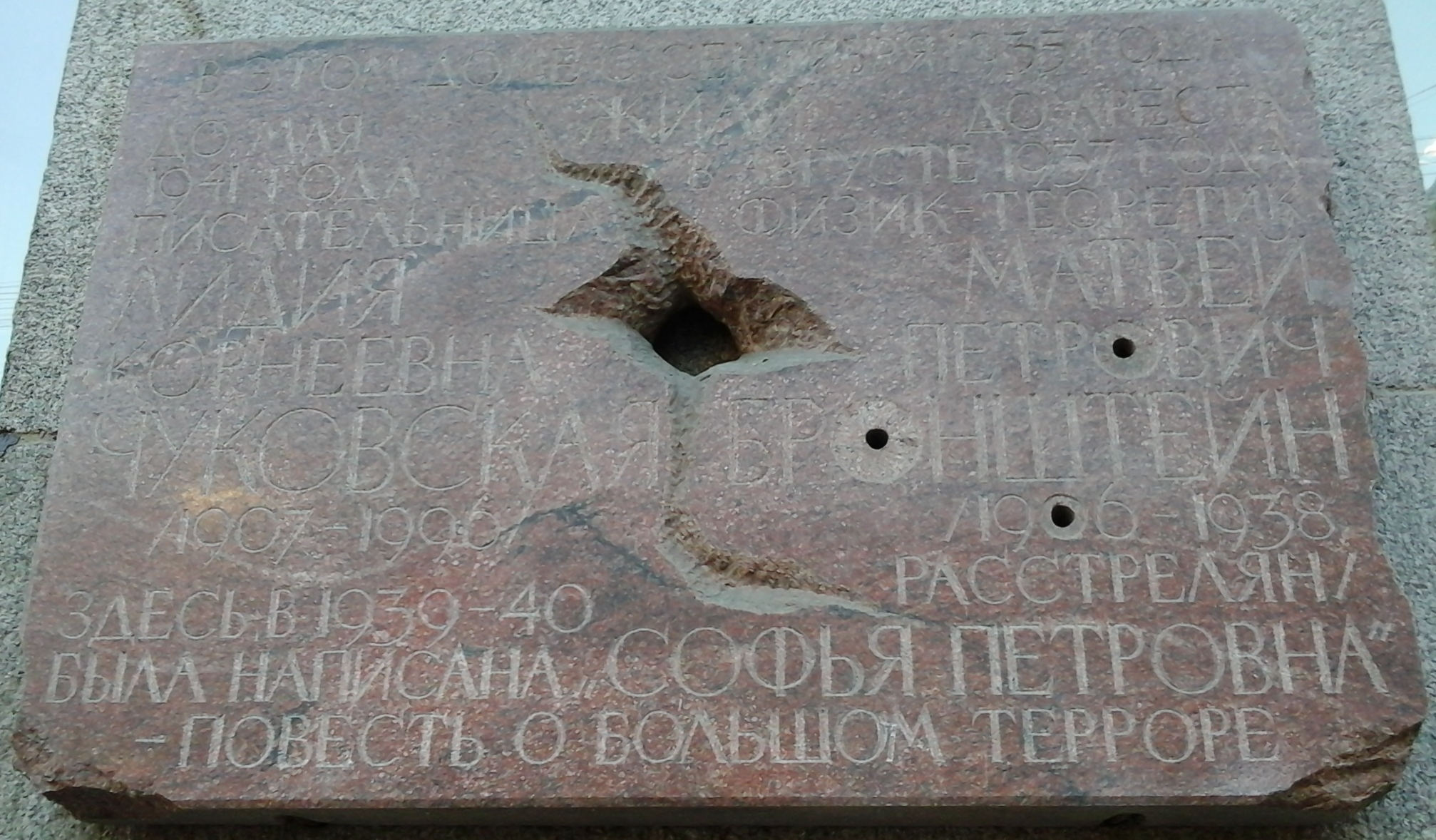
Меморіальна дошка М. П. Бронштейну і Л. К. Чуковській на будинку 11 по Заміському проспекту з боку вул. Рубінштейна. Архітектор В. Б. Бухаєв. Граніт. Встановлено в березні 1997 року. Фотографія 2014 року

Другий чоловік Чуковської, фізик-теоретик Матвій Петрович Бронштейн, був заарештований в 6 серпня 1937 року і розстріляний 18 лютого 1938 року на території розстрільного полігону Левашовська пустка (за оголошеним сім'ї вироком — «десять років без права листування»; К. І. Чуковський, який присвятив багато часу з'ясуванню долі зятя, дізнався про його розстріл лише в кінці 1939 року). Самій Чуковській, яка виїхала в той час до України, вдалося уникнути арешту (хоча відповідні документи були оформлені). Долі М. П. Бронштейна присвячена автобіографічна повість Чуковської «Прочерк» (М.: Час, 2009).
У 1960-х роках Чуковська виступала на підтримку І. Бродського, О. Солженіцина, А. Синявського і Ю. Даніеля, А. Гінзбурга, М. Джемілєва та інших. Автор відкритого листа Михайлу Шолохову в зв'язку з його промовою на XXIII з'їзді КПРС (1966), а також відкритих листів «Не страта, але думка. Але слово» (рос. «Не казнь, но мысль. Но слово»), «Гнів народу», «Прорив німоти».
9 січня 1974 року Чуковська була виключена зі Спілки письменників (це рішення було скасовано в лютому 1989 року), на її публікації в СРСР було накладено повну заборону, яка тривала до 1987 року. Цим подіям присвячена книга Лідії Чуковскої «Процес виключення. Нарис літературних звичаїв», яка вперше була видана в 1979 році в Парижі у видавництві"YMCA-Press".

## Редакторська діяльність
Після закінчення Ленінградського університету (1928) Чуковська кілька років працювала редактором в редакції дитячої літератури Держвидаву, яку очолював Самуїл Маршак. У 1937 році редакція ленінградського Детиздата була розгромлена і припинила своє існування. Деякі співробітники (включаючи Лідію Корніївну) були звільнені, інші, як, наприклад, Тамара Габбе — заарештовані.
У 1940-1950-і роки Чуковська також час від часу займалася редакційної роботою. Свій досвід вона узагальнила в книзі «У лабораторії редактора» (1960, 1963), що викликала широкий відгук літературної громадськості.

## Чуковська і Ахматова
Найбільш значним твором Лідії Чуковської є «Записки про Анну Ахматову» — записи про спілкування з російською поетесою, які Чуковська вела впродовж багатьох років. З Ахматовою вона стала близько спілкуватися з 1938 року, а в 1965 році на прохання Ахматової займалася складанням останньої за життя поетеси збірки її віршів.

## Екранізації та спектаклі
- в 1989 повість «Софія Петрівна» була екранізована режисером Аркадієм Сіренко. Головну роль у фільмі виконала актриса Анна Каменкова.
- в 1992 вийшов на екрани фільм Олександра Муратова «Рукопис» — спільна радянсько-французька екранізація повісті Л. Чуковської «Спуск під воду».
- в 2000 повість «Софія Петрівна» була поставлена в Новосибірському театрі «Глобус». Автором інсценування і режисером виступив один з найзначніших театральних майстрів Росії, заслужений діяч мистецтв, професор Веніамін Фільштинський. В процесі роботи над сценарієм, на початку 1990-х років, він неодноразово особисто зустрічався з Лідією Корніївною Чуковською, глибоко і детально розібрався як в її особистій долі, так і в долі героїні її повісті.
- в 2011 в Саратовському академічному театрі драми було поставлено інсценування «Софія Петрівна» за мотивами повісті Л. К. Чуковської. Режисер-постановник Марина Глухівська, художник-постановник Юрій Намісников, прем'єра 7 жовтня 2011 року[16].

## Пам'ять
Похована на Переделкінському кладовищі.

### Документалістика
- Документальный фильм из цикла «Острова». Производство: ГТРК «Культура», 2007 г (01.12.2015). Лидия Чуковская.  На 39 хвилині. Россия-Культура. {{cite episode}}: Пропущений або порожній |series= (довідка) [Архівовано 30 березня 2019 у Wayback Machine.]